# Универзитет и Наресуан
Универзитет и Наресуан (НУ) (тај. มหาวิทยาลัยนเรศวร - NU) je тајландски универзитет са седиштем у граду Питсанyлок. НУ је основан 29. јула 1991, а данас на њему студира преко 25,271 студената. Овај универзитет има 16 факултета  које нуде. И центар је високошколских установа на доњем северу Тајланда.

## Кампус
1. Нонг-Ао

### Прошли кампус
1. Пхаyао (1991-2009)

## Факултети
- Кластер здравствених наука
  - Факултет сродних здравствених наука
  - Стоматолошки факултет
  - Факултет медицинских наука
  - Медицински факултет
  - Факултет медицинских сестара
  - Факултет фармацеутских наука
  - Факултет јавног здравља
- Кластер друштвених наука
  - Педагошки факултет[4]
  - Факултет хуманистичких наука
  - Правни факултет
  - Факултет пословне економије и комуникација
  - Факултет друштвених наука[5]
- Кластер науке и технологије
  - Факултет за пољопривреду, природне ресурсе и животну средину
  - Архитектонски факултет
  - Факултет техничких наука
  - Природно-математички факултет